# إبراهام جورج إليس
إبراهام جورج إليس (بالهولندية: Abraham George Ellis)‏ هو دبلوماسي وسياسي هولندي، ولد في 26 أغسطس 1846 في باراماريبو في سورينام، وتوفي في 29 نوفمبر 1916 في أمستردام في هولندا. انتخب وزير الخارجية.